# Hostal del Geli
Hostal del Geli és una masia situada al municipi de Pinell de Solsonès, a la comarca catalana del Solsonès.
Està situada a 778 m d'altitud.